# Lucius Coelius Rufus
Lucius Coelius Rufus war ein im 2. Jahrhundert n. Chr. lebender römischer Politiker. In einem Militärdiplom von 127 wird sein Name als Lucius Caelius Rufus angegeben, in einem weiteren Diplom von 127 als Lucius Coelius Maximus Rufus.
Durch Militärdiplome, die unter anderem auf den 12. November und den 25. Dezember 119 datiert sind, ist belegt, dass Rufus 119 für die Monate November und Dezember zusammen mit Gaius Herennius Capella Suffektkonsul war; die beiden Konsuln sind auch in den Arvalakten aufgeführt. Im Jahr 120 war er Statthalter (Legatus Augusti pro praetore) in der Provinz Moesia superior, wo er durch eine Inschrift auf einem Meilenstein belegt ist; er dürfte die Provinz in den Amtsjahren 120/121 bis 122/123 verwaltet haben. Durch Militärdiplome, die z. T. auf den 20. August 127 datiert sind, ist belegt, dass er 127 Statthalter in Germania inferior war.